# Ouara
Ouara este un oraș din Ciad. A fost capitala imperiului Ouaddai, ruinele sale fiind incluse pe lista tentativă a UNESCO la data de 21 iulie 2005.